# Kerinciola
Kerinciola is een geslacht van rechtvleugeligen uit de familie krekels (Gryllidae). De wetenschappelijke naam van dit geslacht is voor het eerst geldig gepubliceerd in 2004 door Gorochov.

## Soorten
Het geslacht Kerinciola omvat de volgende soorten:
- Kerinciola similis Chopard, 1969
- Kerinciola sonora Gorochov, 2004
- Kerinciola tabulophila Gorochov, 2011